# Sant Remèsi
Sant Remèsi (en francès Saint-Remèze) és un municipi francès situat al departament de l'Ardecha i a la regió d'Alvèrnia-Roine-Alps. L'any 2007 tenia 826 habitants.

## Demografia

### Població
El 2007 la població de fet de Saint-Remèze era de 826 persones. Hi havia 344 famílies de les quals 99 eren unipersonals (43 homes vivint sols i 56 dones vivint soles), 103 parelles sense fills, 116 parelles amb fills i 26 famílies monoparentals amb fills.
La població ha evolucionat segons el següent gràfic:
Habitants censats

### Habitatges
El 2007 hi havia 604 habitatges, 342 eren l'habitatge principal de la família, 246 eren segones residències i 15 estaven desocupats. 482 eren cases i 45 eren apartaments. Dels 342 habitatges principals, 246 estaven ocupats pels seus propietaris, 82 estaven llogats i ocupats pels llogaters i 15 estaven cedits a títol gratuït; 10 tenien una cambra, 20 en tenien dues, 58 en tenien tres, 104 en tenien quatre i 150 en tenien cinc o més. 255 habitatges disposaven pel capbaix d'una plaça de pàrquing. A 153 habitatges hi havia un automòbil i a 164 n'hi havia dos o més.

### Piràmide de població
La piràmide de població per edats i sexe el 2009 era:
| Homes | Edats   | Dones |
| ----- | ------- | ----- |
| 0     | 95 o +  | 0     |
| 0     | 90 a 94 | 0     |
| 0     | 85 a 89 | 4     |
| 0     | 80 a 84 | 0     |
| 8     | 75 a 79 | 20    |
| 20    | 70 a 74 | 32    |
| 16    | 65 a 69 | 12    |
| 20    | 60 a 64 | 8     |
| 8     | 55 a 59 | 16    |
| 28    | 50 a 54 | 16    |
| 32    | 45 a 49 | 20    |
| 4     | 40 a 44 | 36    |
| 16    | 35 a 39 | 4     |
| 24    | 30 a 34 | 20    |
| 24    | 25 a 29 | 16    |
| 20    | 20 a 24 | 4     |
| 8     | 15 a 19 | 20    |
| 12    | 10 a 14 | 12    |
| 4     | 5 a 9   | 20    |
| 24    | 0 a 4   | 8     |

## Economia
El 2007 la població en edat de treballar era de 499 persones, 346 eren actives i 153 eren inactives. De les 346 persones actives 291 estaven ocupades (169 homes i 122 dones) i 56 estaven aturades (22 homes i 34 dones). De les 153 persones inactives 41 estaven jubilades, 40 estaven estudiant i 72 estaven classificades com a «altres inactius».

### Ingressos
El 2009 a Saint-Remèze hi havia 336 unitats fiscals que integraven 839,5 persones, la mediana anual d'ingressos fiscals per persona era de 16.183 €.

### Activitats econòmiques
Dels 60 establiments que hi havia el 2007, 1 era d'una empresa alimentària, 1 d'una empresa de fabricació d'altres productes industrials, 13 d'empreses de construcció, 12 d'empreses de comerç i reparació d'automòbils, 1 d'una empresa de transport, 14 d'empreses d'hostatgeria i restauració, 1 d'una empresa d'informació i comunicació, 2 d'empreses immobiliàries, 3 d'empreses de serveis, 6 d'entitats de l'administració pública i 6 d'empreses classificades com a «altres activitats de serveis».
Dels 22 establiments de servei als particulars que hi havia el 2009, 1 era un taller de reparació d'automòbils i de material agrícola, 4 paletes, 3 guixaires pintors, 1 lampisteria, 2 electricistes, 1 perruqueria, 8 restaurants, 1 agència immobiliària i 1 saló de bellesa.
Dels 2 establiments comercials que hi havia el 2009, 1 era una botiga de menys de 120 m² i 1 una carnisseria.
L'any 2000 a Saint-Remèze hi havia 29 explotacions agrícoles que ocupaven un total de 289 hectàrees.

## Equipaments sanitaris i escolars
El 2009 hi havia una escola elemental.

## Poblacions més properes
El següent diagrama mostra les poblacions més properes.